# Symphodus bailloni
Symphodus bailloni là một loài cá biển thuộc chi Symphodus trong họ Cá bàng chài. Loài này được mô tả lần đầu tiên vào năm 1839.

## Từ nguyên
Từ định danh bailloni được đặt theo tên của Louis Antoine François Baillon, một nhà tự nhiên học đã thu thập mẫu vật của loài này.

## Phạm vi phân bố và môi trường sống
S. bailloni có phạm vi phân bố ở Đông Bắc Đại Tây Dương. Loài này được ghi nhận từ Hà Lan trải dài theo bờ biển phía tây châu Âu và Tây Phi đến Mauritanie; trong Địa Trung Hải, S. bailloni thi thoảng được qua sát ở ngoài khơi bờ biển Tây Ban Nha và quần đảo Baleares. Năm 2012, S. bailloni được ghi nhận thêm tại bờ tây của Biển Đen, thuộc vùng bờ biển Thổ Nhĩ Kỳ.
S. bailloni sống chủ yếu gần các mỏm đá ở khu vực cận duyên hải và vùng biển ven bờ, nhưng cũng có thể sống trong các thảm cỏ biển ở độ sâu đến 50 m.

## Mô tả
Chiều dài cơ thể tối đa được ghi nhận ở S. bailloni là 20 cm. Cá trưởng thành (đực lẫn cái) đều có đốm sẫm ở cuống đuôi và một đốm màu nâu đen hoặc xanh lam thẫm ở giữa vây lưng. Có đường vòng cung màu lam ở gốc vây ngực. Thường có 5 dải sọc dọc màu đen ở mỗi bên thân trên, có thể kéo dài xuống bụng và vây hậu môn. Cá con chủ yếu có màu nâu, nhạt màu hơn ở bụng, với 3 dải sọc ngang màu nâu sẫm ở mỗi bên thân. Cá cái trưởng thành có màu xám sẫm. Cá đực có màu nâu sáng, nâu xanh lục hoặc nâu đỏ; đầu có thêm các vệt sọc màu cam.
Số gai ở vây lưng: 14–15; Số tia vây ở vây lưng: 9–11; Số gai ở vây hậu môn: 3; Số tia vây ở vây hậu môn: 9–11; Số vảy đường bên: 33–38.

## Sinh thái và hành vi
Thức ăn của S. bailloni là các loài thủy sinh không xương sống, nhưng cũng bao gồm cả cá nhỏ. Con đực xây tổ và có nhiệm vụ bảo vệ trứng.